# Kylie Palmer
Kylie Palmer (n. 25 februarie 1990, Brisbane, Queensland, Australia) este o înotătoare ce a reprezentat Australia, medaliată olimpică. A participat la 2 ediții ale Jocurilor Olimpice (2008, 2012) în care a câștigat două medalii de aur și două medalii de argint.